# Прямокишечно-маточное углубление
Прямокишечно-маточное углубление — углубление париетальной брюшины у женщин между кишечной поверхностью матки и передней поверхностью прямой кишки. Распространено название «дугласово пространство» по фамилии английского хирурга и анатома Джеймса Дугласа; встречаются также названия «дугласов карман», «дугласово углубление», «карман Дугласа».

## Анатомия
Париетальная брюшина спускается по задней поверхности матки и, достигая задней стенки влагалища, поднимается вверх, выстилая переднюю стенку прямой кишки. Карман, сформированный брюшиной при переходе с матки на прямую кишку, называется прямокишечно-маточным углублением. Латерально с обеих сторон углубление ограничено прямокишечно-маточными складками брюшины, направляющимися от шейки матки к прямой кишке. В основании складок лежит прямокишечно-маточная мышца, прикрепляющаяся к крестцу и прямой кишке, фиксируя матку.

## Патология
Дугласово пространство — наиболее низкорасположенный карман брюшины, в связи с чем в него распространяются многие патологические процессы — эндометриоз, гнойное воспаление, карциноматоз и т. д.
В прямокишечно-маточном углублении накапливается асцитическая жидкость, которую можно обнаружить при влагалищном и ректальном исследованиях.

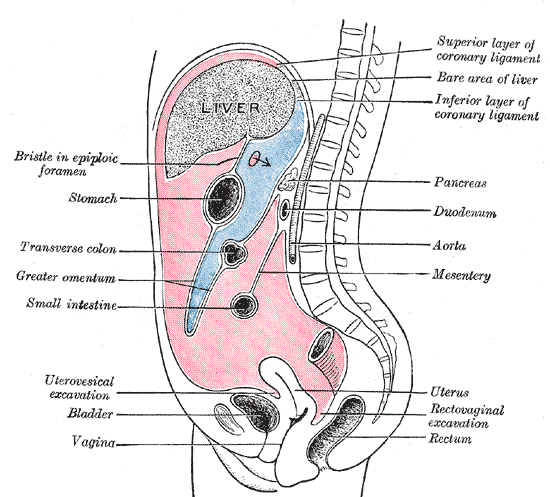
Ход брюшины (голубым обозначена сальниковая сумка)